# Josh White

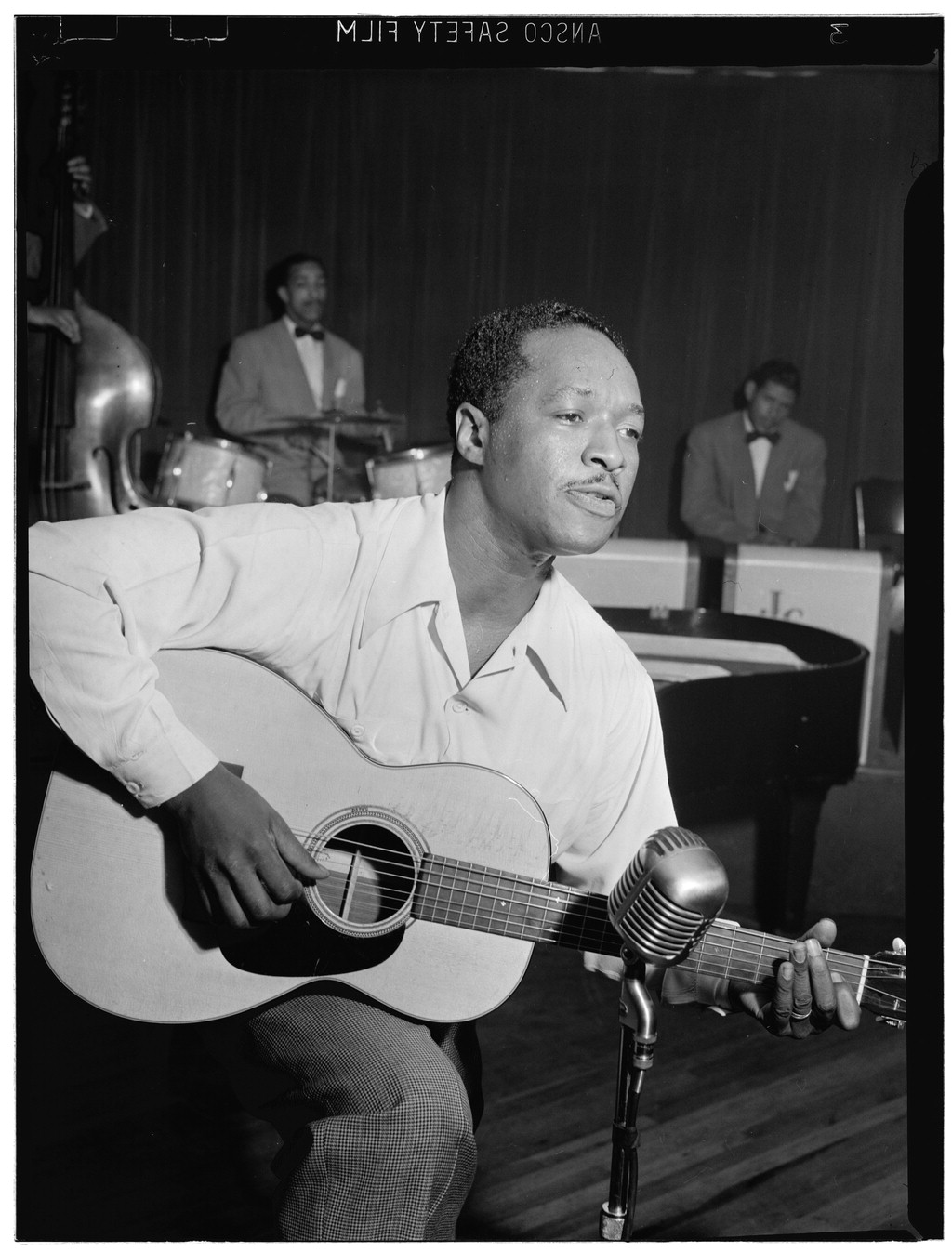
Josh White, 1946 (Foto: William P. Gottlieb)

Joshua Daniel White, besser bekannt als Josh White (* 11. Februar 1914 oder 1915 in Greenville, South Carolina; † 1969 in New York City, New York) war ein US-amerikanischer Blues-, Spiritual- und Folkgitarrist und -sänger afroamerikanischer Abstammung.
Josh Whites Sohn, Josh White, Jr., ist ebenfalls als sozial engagierter Sänger, Gitarrist und Schauspieler bekannt geworden.

## Leben
Im östlichen South Carolina der Vereinigten Staaten geboren, verließ Josh White im Alter von sieben Jahren seine sechsköpfige Familie. Ausschlag dafür war das für ihn stark prägende Erlebnis, als weiße Beamte seinen Vater wegen verspäteter Begleichung einer Rechnung totprügelten.
Die Brutalität und Ungerechtigkeit der Segregation blieben weiterhin zentrale Motive in Whites Kindheit. Indem er blinden, alten, schwarzen Sängern als Blindenjunge, Sänger und Tamburinspieler diente (darunter James „Man“ Arnold, Blind Columbus Williams, Blind Archie Jackson, Blind John Henry Walker, Blind Blake, Blind Joe Taggart (mit dem der Zwölfjährige in Chicago auch Aufnahmen machte) und Blind Lemon Jefferson), verdiente er sein Geld und bereiste dabei Amerika, trotzdem zeichneten Lynchmorde, Ku-Klux-Klan-Verfolgung und Rassenhass weiterhin den Alltag des unterernährten White. Dennoch profitierte er in dieser Zeit in musikalischer Hinsicht enorm: Nachts übte und komponierte er versteckt in Feldern auf seiner Gitarre erste eigene Textlieder.
1932 unterzeichnete er seinen ersten Plattenvertrag mit ARC in New York. Zunächst sang er Bluessongs, dann auch christliche Titel. Mit den sozialkritischen Texten seiner eigenen Songs und der ausgewählten Coverversionen traf er ins Schwarze. 1936 unterbrach ein Unfall seine Karriere; er konnte jahrelang seine Hand nicht richtig verwenden.
1939 trat er zusammen mit Paul Robeson in der Show John Henry auf. In den 1940er Jahren nahm er wieder auf (nun für Moses Asch). Zwei Titel kamen überraschend gut an: St. James Infirmary Blues und Strange Fruit (letzterer richtet sich gegen Lynchmorde an Schwarzen). Im Zweiten Weltkrieg sang er für das US Office of War Information. 1941 spielte er als erster Schwarzer vor Franklin D. Roosevelt im Weißen Haus. 1942 trat er als erster Afroamerikaner in vormals rassengetrennten Hotels auf. Als Erster brach er 1944 den Rekord von einer Million Platten mit One Meatball, es folgte eine Amerikatour. Pete Seeger nennt ihn „Mr. Folk Music“. 1949 hatte er in dem Western Treibsand von John Sturges eine kleine Rolle als Sänger.

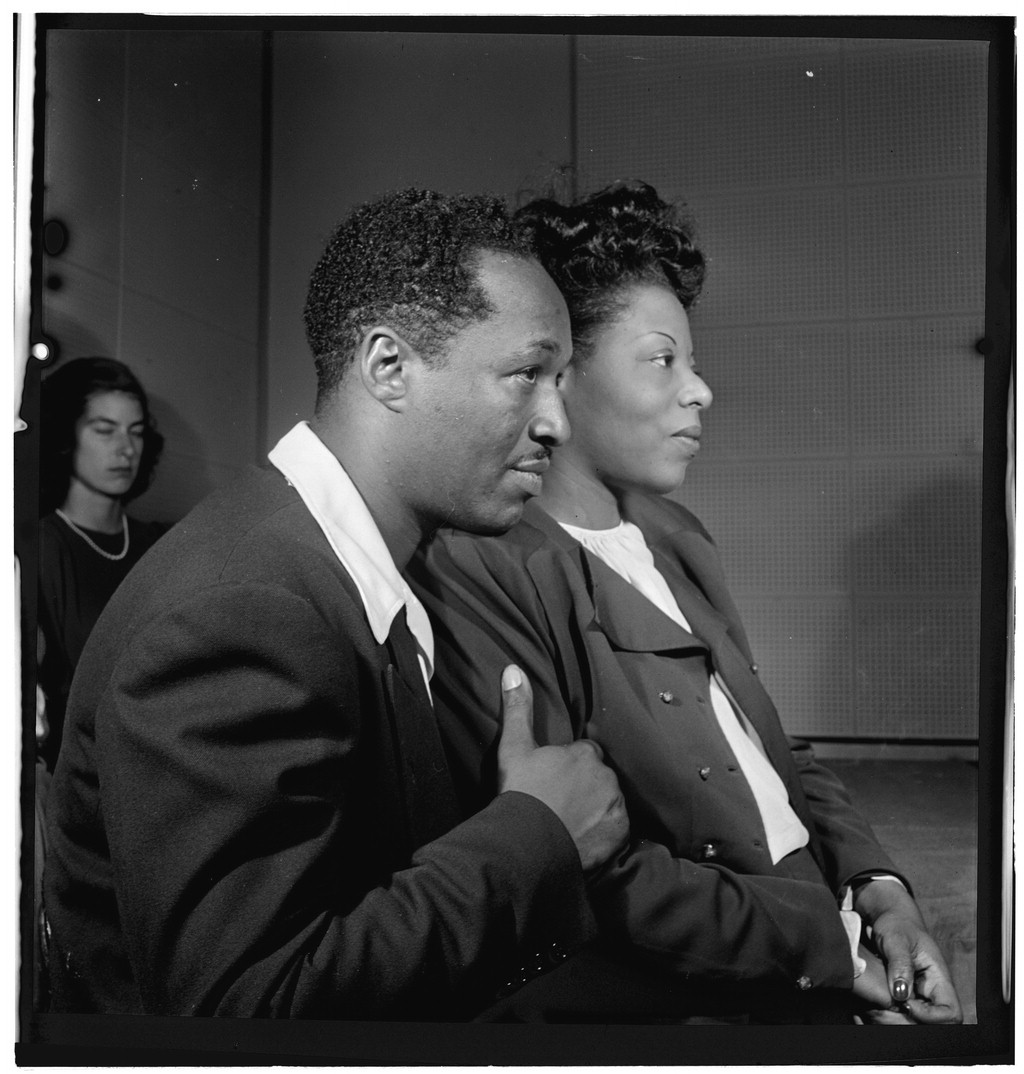
Josh White und Mary Lou Williams, ca. Oktober 1947.
Foto: William P. Gottlieb.

Einen Rückschlag erlitt Whites Karriere 1950 mit der Veröffentlichung seines Namens in dem Pamphlet Red Channels, worin ehemalige FBI-Agenten 151 Künstler auflisteten, die verdächtigt wurden, subversiven Organisationen angehört zu haben. White war in Kriegsjahren auf mehreren Veranstaltungen aufgetreten, die u. a. von kommunistischen Parteien gesponsert worden waren und gehörte in den 1940ern zum Umfeld der kommunistischen Partei nahestehender politisch engagierter Folkmusiker, mit denen er u. a. bei den Almanac Singers zusammenarbeitete.
Nach zahlreichen Anhörungen vor dem Komitee für unamerikanische Umtriebe und Rechtfertigungen vor der Öffentlichkeit setzte er seine Musikkarriere fort. Unter anderem publizierte der Autor Elijah Wald seine Biographie unter dem Titel Josh White Society Blues. Seine Fans nannten ihn inzwischen The Father of American Folk Music.
1969 starb Joshua Daniel White mit 54 Jahren an seiner Herzkrankheit.
Die US-amerikanische Post honorierte 1998 seinen Beitrag zur Musikgeschichte und zum Frieden mit der Veröffentlichung einer 32-Cent-Marke mit seinem Abbild.